# Parcul Național Vijnița
Parcul Național Vijnița este cea mai mare arie protejată din regiunea Cernăuți din Ucraina. A fost fondat în anul 1995 și are o suprafață totală de 792,84 km pătrați. Cuprinde păduri și pășuni alpine specifice Carpaților Bucovinei.  